# Division du Conseil législatif du Québec
Ne doit pas être confondu avec Divisions sénatoriales du Canada.
Une division du Conseil législatif du Québec était une circonscription non électorale représentée par un membre du Conseil législatif du Québec. Afin de garantir la représentation des anglo-québécois dans l'appareil législatif, la Loi constitutionnelle de 1867 prévoyait que le Conseil législatif du Québec allait être divisé en 24 collèges électoraux. Le nom de « collèges électoraux » a été modifié pour « division » en 1886.
Les divisions ont cessé d'exister lors de l'abolition du Conseil législatif en 1968. Les divisions sénatoriales du Canada au Québec ont toutefois les mêmes frontières que les anciennes divisions du Conseil législatif.

## Liste
- Alma
- Bedford
- Shawinigan
- De la Durantaye
- De la Vallière
- De Lanaudière
- De Lorimier
- De Salaberry
- Golfe
- Grandville
- Inkerman
- Kennebec
- La Salle
- Les Laurentides
- Lauzon
- Mille-Isles
- Montarville
- Repentigny
- Rigaud
- Rougemont
- Sorel
- Stadacona
- Victoria
- Wellington